# Santa Cruz en Jerusalén (título cardenalicio)
El título cardenalicio de Santa Cruz en Jerusalén (Santa Croce in Gerusalemme) fue instaurado en torno al año 600 por el Papa Gregorio I para reemplazar al título de San Nicomede in Via Nomentana que había sido eliminado.
Durante el pontificado de Alejandro III el título se adjuntó a la Basílica de San Lorenzo extramuros.

## Titulares
- Giovanni (?) (1012-antes del 1033)
- Amico seniore, O.S.B. (1088-circa 1120)
- Amico iuniore, O.S.B.Cas. (1120-1122)
- Gerardo Caccianemici dell'Orso, canónigo regular (1122-1144)
- Thibaud (o Théobald), O.S.B. (1171-1178)
- Ardoino (o Arduino da Piacenza), canónigo regular (1178-circa 1184)
- Domnus Albini (o Albino da Milano), canónigo regular (1185-1189)
- Leone Brancaleone, canónigo regular de Saint Frigdien (1202-1230)
- Pietro d'Aquila, O.S.B. (1294-1298)
- Teodorico Ranieri (o Thierry) (4 de diciembre de 1298 - 13 de junio de 1299)
- Raymond de Canillac, O.S.A. (1350-1361)
- Guy de Malesec (o Maillesec) (1375-1384)
- Cosma Gentile Migliorati (o Cosimo) (1389-1404)
- Giovanni Migliorati (1405-1410)
- Francesco Lando (1411-1424)
- Niccolò Albergati, O.Cart. (1426-1433)
- Domenico Capranica (1444-1458)
- Angelo Capranica (1460-1472)
- Pedro González de Mendoza (1478-1495)
- Bernardino López de Carvajal (1495-1507); in commendam (1507-1511)
- Antonio Maria Ciocchi del Monte, in commendam (1511-1527)
- Francisco de los Ángeles Quiñones (1527-1540)
- Marcello Cervini (1540-1555)
- Bartolomé de la Cueva y Toledo (1555-1562)
- Giovanni Antonio Capizzuchi (1562-1565)
- Francisco Pacheco de Toledo (1565-1579)
- Alberto de Austria (1580-1598)
- Francisco Dávila y Guzmán (1599-1606)
- Ascanio Colonna (1606)
- Antonio Zapata de Mendoza (1606-1616)
- Gaspar de Borja y Velasco (o Borgia) (1616-1630)
- Baltasar Moscoso y Sandoval (1630-1665)
- Alfonso Litta (1666-1679)
- Juan Everardo Nithard, S.J. (1679-1681)
- Decio Azzolini juniore (1681-1683)
- Vacante (1683-1689)
- Pedro de Salazar (1689-1706)
- Ulisse Giuseppe Gozzadini (1709-1728)
- Prospero Lambertini (1728-1740)
- Giuseppe Firrao (1740-1744)
- Gioacchino Bessozzi, O.Cist. (1744-1755)
- Luca Melchiore Tempi (1757-1762)
- Lodovico Valenti (1762-1763)
- Nicola Serra (1766-1767)
- Vacante (1767-1775)
- Antonio Eugenio Visconti (1775-1788)
- František de Paula Hrzán z Harras (1788-1804)
- Vacante (1804-1816)
- Alessandro Malvasia (1816-1819)
- Placido Zurla, O.S.B.Cam. (1823-1834)
- Alessandro Giustiniani (1834-1843)
- Antonio Maria Cagiano de Azevedo (1844-1854)
- Ján Krstiteľ Scitovský (1854-1866)
- Raffaele Monaco La Valletta (1868-1884)
- Lucido Maria Parocchi (1884-1889)
- Pierre-Lambert Goossens (1889-1906)
- Benedetto Lorenzelli (1907-1915)
- Willem Marinus van Rossum, C.SS.R. (1915-1932)
- Pietro Fumasoni Biondi (1933-1960)
- Giuseppe Antonio Ferretto (1961)
- Efrem Forni (1962-1976)
- Victor Razafimahatratra, S.J. (1976-1993)
- Miloslav Vlk (1994-2017)
- Juan José Omella Omella (2017-...)